# ARA La Rioja (D-4)
El ARA La Rioja (D-4) fue uno de los tres destructores o torpederos de la clase Mendoza construidos para la marina de guerra de Argentina en 1929.

## Construcción y características
Tenía 2120 t de desplazamiento a plena carga, 102,11 m de eslora, 9,68 m de manga y 3,81 m de calado. Su propulsión son dos (2) turbinas de engranajes y cuatro (4) calderas que permitían al buque alcanzar los 36 nudos de velocidad. Su armamento eran cinco (5) cañones de calibre 120 mm, uno de 76 mm, dos cañones pom-pom y seis tubos lanzatorpedos de 533 mm.

## Historia de servicio
Fue clasificado como explorador en 1927 y reclasificado como torpedero en 1941.
En 1962, la Armada dio de baja a los todos las unidades de la clase Mendoza, a saber: ARA Mendoza, ARA La Rioja y ARA Tucumán.